# USS Mahopac (1864)
USS Mahopac – amerykański jednowieżowy monitor typu Canonicus. Zamówiony 15 września 1862 w czasie wojny secesyjnej.
Zbudowany w stoczni Z. & F. Secor w Nowym Jorku został zwodowany 17 maja 1864 i po próbnym rejsie 20 sierpnia został przyjęty do służby we wrześniu w Nowym Jorku. Pierwszym dowódcą został komandor porucznik William A. Parker .
„Mahopac” brał udział w ataku na Charleston 9 września. Operował na James River jesienią, gdzie potykał się z konfederackimi bateriami artylerii w Howlett's Farm 5 i 6 grudnia. Popłynął następnie w rejon Wilmington w Karolinie Północnej by dołączyć do pierwszego bombardowania Fort Fisher 24 i 25 grudnia 1864. Walczył także w drugiej bitwie koło Fort Fisher w dniach 13-15 stycznia 1865. W późniejszych atakach otrzymał osiem trafień, ale bez większych uszkodzeń.
Odbył podróż do Charleston, gdzie pozostawał do 8 marca, gdy wrócił do Chesapeake Bay. W kwietniu wraz z innymi jednostkami pływającymi Unii pomagał generałowi Grantowi w opanowywaniu Richmond. Został wycofany ze służby w czerwcu i odstawiony do Washington Navy Yard.
Wrócił do służby 15 stycznia 1866 i operował wzdłuż wschodniego wybrzeża USA. Przemianowany na "Castor" 15 czerwca 1869 wrócił do poprzedniej nazwy 10 sierpnia. Przeszedł do rezerwy w Hampton Roads 11 marca 1972. Wrócił do pełnej służby 21 listopada 1873 i popłynął do Key West na Florydzie w lipcu 1877. Stacjonował wraz z kilkoma innymi monitorami w Brandon (Wirginia) do marca 1880. Następnie przeszedł do City Point (Wirginia) gdzie bazował do 1888. Stacjonował w Richmond w latach 1889-1895, następnie przeszedł do League Island.
Skreślony z listy okrętów floty 14 stycznia 1902. Sprzedany 25 marca 1902.